# Travis Strikes Again: No More Heroes
 (juin 2019).
Si vous disposez d'ouvrages ou d'articles de référence ou si vous connaissez des sites web de qualité traitant du thème abordé ici, merci de compléter l'article en donnant les références utiles à sa vérifiabilité et en les liant à la section « Notes et références ».
Travis Strikes Again: No More Heroes (トラヴィス ストライクス アゲイン ノーモア ヒーローズ, Torabisu Sutoraikusu Agein Nō Moa Hīrōzu) est un jeu vidéo de hack 'n' slash développé par Grasshopper Manufacture et édité par Marvelous qui est sorti le 18 janvier 2019 sur Nintendo Switch.
Il met en scène le protagoniste de la série Travis Touchdown combattant Badman, le père de Bad Girl (un personnage de boss dans le premier jeu). Les deux sont attirés par une console de jeux vidéo possédée, et doivent se battre à travers ses différents jeux. Suda51 a collaboré avec de nombreux développeurs de jeux indépendants (Dennaton Games, créateurs de Hotline Miami notamment) pour intégrer des éléments de leurs jeux dans Travis Strikes Again. Bien que faisant partie de la série No More Heroes, Suda ne considère pas le jeu comme une suite directe du titre précédent No More Heroes 2: Desperate Struggle, mais comme un nouveau départ pour le personnage de Travis.
Cinq mois après la sortie initiale du jeu, No More Heroes III a été annoncé à l'E3 2019, faisant office de suite du jeu et de véritable suite de la série, sorti sur la Nintendo Switch le 27 août 2021, puis plus tard dans la même année sur les autres plate-formes.